# Waldemar Kumming
Waldemar Kumming (* 31. Juli 1924 in Berlin; † 5. April 2017 in München) war ein deutscher Herausgeber einer Science-Fiction-Fanzeitschrift.

## Leben und Werk
Kummings Vater war der in Russland geborene Antikommunist Eugen Kumming (1899–1980), der 1921 nach Deutschland kam und dort in exilrussischen und literarischen Kreisen verkehrte. 
In den 1950er-Jahren legte Waldemar Kumming den Grundstock für eine umfangreiche Phonothek des Science Fiction Club Deutschland (SFCD). Über Jahrzehnte gab er Munich Round Up (MRU), das Fanzine des Clubs heraus, dessen Erster Vorsitzender er in den 1960er-Jahren war. 1980 erhielt er im Rahmen der Verleihung des European Science Fiction Society Award bei der Eurocon in Stresa einen Special Award als Fan. Für die Herausgabe des MRU und sein Lebenswerk wurde er 1986 mit dem Deutschen Fantasy Preis und 1993 mit dem Kurd-Laßwitz-Preis ausgezeichnet. An der Eurocon 1984 in Brighton nahm er als Ehrengast teil. Auf der Worldcon 2005 in Glasgow wurde ihm der Big Heart Award überreicht.